# Bandera (Texas)
Bandera (Spanisch: Flagge) ist eine Stadt im Bandera County im US-Bundesstaat Texas.  Die Stadt ist der Sitz des Counties und liegt im Texas Hill Country, einem Teil des Edwards Plateau am Kreuzpunkt der zentralen, südlichen und westlichen Teile des Staates Texas. Bandera hat 829 Einwohner (Stand 2020).